# Strumigenys lachesis
Strumigenys lachesis (лат.) — вид мелких муравьёв из трибы Attini (ранее в Dacetini, подсемейство Myrmicinae).

## Распространение
Китай, Guangdong, Gutian.

## Описание
Длина желтовато-коричневого тела 1,5 мм. Усики 6-члениковые. Скапус усика очень короткий, дорзо-вентрально сплющенный и широкий. Мандибулы узкие вытянутые, без преапикальных зубчиков. Орбикулярные волоски клипеуса мельче в средине, чем по краям. Хищный вид, охотится на мелкие виды почвенных членистоногих.
Вид был впервые описан в 2000 году британским мирмекологом Б.Болтоном по материалам из Китая под первоначальным названием Pyramica lachesis Bolton, 2000. С 2007 года в составе рода Strumigenys (Baroni Urbani & De Andrade, 2007).
Вид включён в состав комплекса Strumigenys argiola-complex из видовой группы Strumigenys argiola group вместе с европейским Strumigenys argiola и с несколькими восточно-палеарктическими и ориентальными видами (Strumigenys hexamera, Strumigenys hirashimai, Strumigenys sinensis, Strumigenys tisiphone). Но у первого вида 4-члениковые усики, а у других 6-члениковые усики (хотя иногда 2-й и 3-й членики жгутика редуцированы у S. lachesis); также эти виды имеют менее чем 4 преапикальных зубчика на каждой мандибуле (у S. lachesis их нет вообще) и имеют плотное орбикулярное опушение на промезонотальном дорзуме.